# Тарцо
Та̀рцо (на италиански: Tarzo) е малко градче и община в Северна Италия, провинция Тревизо, регион Венето. Разположено е на 367 m надморска височина. Населението на общината е 4621 души (към 2010 г.).